# Le Panier bleu
Le Panier Bleu était une entreprise de vente en ligne québécoise basée à Montréal qui a cessé ses activités en février 2024. 
La plateforme transactionnelle Le Panier Bleu regroupait plus de 550 entreprises québécoises qui y vendaient plus de 250 000 produits dans toutes les catégories.

## Historique
Au départ, Le Panier Bleu est un OBNL créé par le Gouvernement du Québec en réponse à la pandémie de COVID-19 en avril 2020, Le Panier Bleu se présentait d'abord comme un répertoire d'entreprises de toutes les régions du Québec dont le but était de promouvoir l'achat local et de contribuer à faire rouler l'économie québécoise lors de cette période difficile.
Un répertoire de commerces québécois est donc lancé le 5 avril 2020. Au moment du lancement, 2,7 millions d'internautes visitent le site Web en une journée. Pour y être affichées, les entreprises doivent s'inscrire et se créer une fiche commerce. Un répertoire des produits de plusieurs de ces entreprises est rendu disponible en octobre 2020 grâce à la participation de Lightspeed au projet.
En 2022, le répertoire regroupait environ 20 000 commerces et plus de 2 millions de produits. Le trafic du site Le Panier Bleu était alors redirigé vers les boutiques en ligne des entreprises participantes.
Le 9 juin 2020, Le Panier Bleu annonce le lancement de 8 chantiers sur l'avenir du commerce de détail au Québec,,. Plusieurs experts du commerce de détail en ligne mettent leurs connaissances en commun afin de dresser un portrait du commerce en ligne au Québec et de développer une liste de recommandations destinées aux entreprises afin d'accélérer leur transition numérique. Le rapport final des Chantiers est dévoilé le 25 janvier 2021.
Le 20 juin 2022, Le Panier Bleu annonce sa transition d'OBNL à entreprise privée appartenant à Plateforme Agora Inc. grâce aux investissements de Desjardins, Investissement Québec et du Fonds de Solidarité FTQ,. L'enregistrement auprès du Registraire d'entreprises est modifié au même moment pour l'OBNL d'abord connue comme Le Panier Bleu, qui se transforme en la marque de certification Produits du Québec.
Le 5 octobre 2022, Le Panier Bleu devient officiellement une plateforme transactionnelle sur laquelle il est possible d'acheter en ligne chez des marchands québécois. La plateforme regroupe, en date du 1er février 2024, 562 marchands et plus de 262 000 produits.
Le 28 février 2024, Le Panier Bleu met fin aux activités de sa plateforme transactionnelle.